# Херберт Пауел
Херберт Пауел (енгл. Herbert Powell) је полубрат Хомера Симпсона. Херберт је био плод кратке љубавне везе између Хомеровог оца, Абрахама Симпсона и карневалске проститутке.